# Mariano Fontecilla Varas
Mariano Fontecilla Varas (Santiago, 3 de mayo de 1894-Ibíd, 31 de agosto de 1987) fue un abogado, académico, diplomático y político chileno, que se desempeñó como ministro de Estado de su país, durante el segundo gobierno del presidente Carlos Ibáñez del Campo entre 1955 y 1956.

## Familia y estudios
Nació en Santiago de Chile el 3 de mayo de 1894, siendo uno de los seis hijos del matrimonio compuesto por el comerciante agrícola Mariano Fontecilla Sánchez de Loria —quien fuera uno de los fundadores de la Bolsa de Comercio de Santiago y presidente de la Compañía del Ferrocarril Eléctrico a San Bernardo—, y por Herminia Varas Pérez. Sus hermanos fueron Marta, Florencio, Zenón, María y Javier, este último fue abogado y diplomático. Su abuelo paterno fue el médico, profesor y político Pedro Eleodoro Fontecilla López de Sotomayor, quien ejerció como regidor, alcalde e intendente de Santiago; hijo del militar —coronel de Ejército— participante de la batalla de Maipú, Pedro Nolasco Fontecilla Fontecilla y de Mercedes Sotomayor Fontecilla. Pedro Eleodoro se casó con Clara Teresa Sánchez Fontecilla y tuvo ocho hijos, entre ellos, Florencio; sacerdote católico, capellán del Ejército de Chile durante la guerra del Pacífico (1879-1884). Su tatarabuelo fue el militante conservador y se desempeñó como presidente del Senado en tres oportunidades entre 1819 y 1822. Por último, entre sus familiares ascendentes se encuentra Mercedes Fontecilla Valdivieso, cónyuge del prócer independentista José Miguel Carrera; reconocido como uno de los «padres de la Patria de Chile».
Realizó sus estudios primarios y secundarios en el Instituto de Humanidades Luis Campino. Continuó los superiores en la Universidad de Chile, titulándose como abogado el 9 de enero de 1914, con la tesis La porción conyugal.
Se casó en Santiago el 26 de diciembre de 1923 con Olivia de Santiago Concha Valdés, IV marquesa de Casa Concha, con quien tuvo un hijo, Mariano Fontecilla de Santiago-Concha, el cual también sería diplomático. En marzo de 2020, el Senado de Chile le rindió un homenaje, además, la Sala 144 del organismo legislativo, fue renombrada como Sala "Embajador Señor Mariano Fontecilla de Santiago Concha".

## Carrera profesional
Comenzó a ejercer su profesión como abogado del Consejo Superior de Habitaciones Obreras, siendo, entre 1915 y 1919, prosecretario y procurador del organismo. Desde ese último año, se desempeñó como relator de la Corte de Apelaciones de Santiago y desde 1921, ocupó la misma función en la Corte Suprema.
A continuación, en 1926, bajo el gobierno del presidente Emiliano Figueroa, pasó a desempeñar el puesto de presidente de las Cortes Marciales del Ejército y de la Armada de Chile. Más adelante, en 1930, fue nombrado como ministro de la Corte Suprema.
Paralelamente, se dedicó a la docencia, actuando como profesor de humanidades y derecho civil en la Universidad de Chile, y fue catedrático de ciencias jurídicas y sociales en la Universidad Técnica del Estado (UTE). Asimismo, fue autor de diversas publicaciones sobre derecho, entre ellas, Los hechos del pleito ante la Corte de Casación, obra que obtuvo un premio por parte del Colegio de Abogados de Chile.

## Carrera diplomática y política
En 1918, durante la administración del presidente Juan Luis Sanfuentes, fue designado como agregado civil en la Legación de Chile en Italia y Austria. Dos décadas después, en 1939, volvió a la diplomacia al ser designado por el presidente radical Pedro Aguirre Cerda como embajador de Chile ante Brasil, cargo que ocupó hasta el fallecimiento de dicho mandatario en 1941, continuando en él bajo la vicepresidencia del también radical Jerónimo Méndez Arancibia, abandonándolo finalmente en 1942.
Militante del Partido Nacional Cristiano, en el marco del segundo gobierno del presidente Carlos Ibáñez del Campo, el 30 de mayo de 1955, fue nombrado como titular del Ministerio de Justicia, función que cumplió hasta el 12 de agosto de ese año; fecha en que fue reasignado como titular del Ministerio de Tierras y Colonización. Simultáneamente, entre los días 3 y 10 de agosto de 1955, se desempeñó como ministro de Minería en calidad de subrogante (s), reemplazando a Osvaldo Sainte Marie, ministro titular. El 25 de mayo de 1956 abandonó la cartera de Tierras y Colonización, pasando a ocupar nuevamente la titularidad del Ministerio de Justicia, hasta el 24 de octubre de ese año. Asimismo, en esa posición volvió a asumir como ministro subrogante de Minería, entre el 17 y el 25 de julio de 1956 y entre el 28 de agosto y el 6 de septiembre del mismo año. Además, en este último período subrogó en la titularidad del Ministerio de Relaciones Exteriores.
Entre otras actividades, fue miembro del Club de La Unión; del Automóvil Club de Chile y de la Organización Kappés, fungiendo como director de esta última; socio honorario del Club Hípico de Santiago y del Club de Septiembre; y sirvió como consejero del Instituto de Conmemoración Histórica de Chile. Además, fue condecorado con la Orden pro Merito Melitensi por parte de la Orden de Malta, en el grado de caballero, y designado como embajador de la misma institución en Buenos Aires (Argentina).
Falleció en Santiago el 31 de agosto de 1987, a los 93 años.